# Dalmaci Cèsar
Flavi Juli Dalmaci (en llatí: Flavius Iulius Delmatius), conegut com a Dalmaci el Cèsar pel títol que li va donar Constantí el Gran, el seu oncle, el qual el va nomenar hereu juntament als tres fills de l'emperador. Va morir durant la revolta de l'any 337.

## Relacions familiars i títols
Fou fill de Flavi Dalmaci i net de l'emperador Constanci Clor, per tant nebot de Constantí I el Gran. Dalmaci i el seu germà Hannibalià van ser educats a Tolosa pel bisbe Exuperi.
Al voltant de l'any 320, Constantí va demanar la presència del seu germà Flavi Dalmaci i dels seus fills a la cort de Constantinoble. El 18 de setembre del 335 el seu oncle li va concedir el rang de cèsar, un títol que només portaven els successors al tron; això va despertar la gelosia dels fills de Constantí i no va ser ben acceptat per l'exèrcit que preferia la successió directa. El mateix any l'emperador va nomenar rex al seu germà Hannibalià, en espera de situar-lo en el govern de la regió del Pont que esperava reconquerir als perses l'any següent.

## Mort
Juntament amb el títol de cèsar, li va correspondre l'administració d'una part dels territoris de l'Imperi Romà: Grècia, Macedònia, Tràcia i Acaia. Es va establir probablement a Naïssus.En aquesta àrea -. en el baix Danubi - Dalmaci ha de defensar el regne contra els gots, que representava un perill continu en aquell moment. Però llavors l'emperador es va emmalaltir i va morir. Tot seguit es va aixecar una revolta contra els successors de Constantí el Gran que no eren fills.
Dalmaci va morir a les matances de la família i amics de Constantí que van seguir la mort de l'emperador el 337. A les monedes se l'esmenta com Delmatius en nombroses ocasions, i només en algunes com Dalmatius, i se li donen els títols de Caesar i Princeps Juventutis.